# Verleihung des Nestroy-Theaterpreises 2020
Die Nestroyverleihung 2020 ist die 21. Verleihung des Nestroy-Theaterpreises und fand am 4. Oktober 2020 statt. Aufgrund der COVID-19-Pandemie erfolgte die Verleihung nicht als Livegala, sondern wurde als vorab aufgezeichnete TV-Sendung auf ORF III übertragen.
Moderatoren der Preisverleihung waren Stefanie Reinsperger, Philipp Hochmair und Peter Fässlacher, als Schauplatz diente der nächtliche Wiener Wurstelprater. Musikalisch begleitet wurde der Abend von Musicaldarstellerin Ana Milva Gomes und Florian Teichtmeister sowie von Denise Jastraunig, Anna Carina Buchegger, Anneke Brunekreeft, Florian Fetterle, Gerben Grimmius und Lucius Wolter vom Ensemble des Musicals Cats und dem Orchester der Vereinigten Bühnen Wien unter der Leitung von Herbert Pichler. Konzept und Buch stammten von Florian Stanek.
Die Gewinner der Kategorien Bestes Stück – Autorenpreis und Lebenswerk wurden im Vorfeld am 15. September 2020 gleichzeitig mit den Nominierungen bekannt gegeben. Juryvorsitzende war erstmals Ulli Stepan.

## Ausgezeichnete und Nominierte 2020
Anmerkung: Es sind alle Nominierten des Jahres angegeben, der Gewinner steht immer zuoberst. Die Verleihung des Nestroy 2020 bezieht sich auf die Theatersaison 2019/2020.
| Meiste Nestroys:      | keine Produktion konnte mehr als einen Nestroy gewinnen |
| Meiste Nominierungen: | Der Kirschgarten (3 Nominierungen)                      |

### Beste deutschsprachige Aufführung
Der Mensch erscheint im Holozän – Inszenierung Alexander Giesche – Schauspielhaus Zürich
Die Räuberinnen – Inszenierung Leonie Böhm – Münchner Kammerspiele
Glauben an die Möglichkeit der völligen Erneuerung der Welt – Inszenierung René Pollesch, Fabian Hinrichs – Friedrichstadt-Palast Berlin

### Beste Bundesländer-Aufführung
Hamlet – Inszenierung Rikki Henry – Landestheater Niederösterreich
Cold Songs: Rom – Inszenierung Agnes Kitzler, Johannes Lepper, Catharina May – Vorarlberger Landestheater
Die Physiker – Inszenierung Claudia Bossard – Schauspielhaus Graz

### Beste Regie
Florentina Holzinger – TANZ. Eine sylphidische Träumerei in Stunts – Koproduktion Spirit mit Tanzquartier Wien
Viktor Bodó – Peer Gynt – Volkstheater Wien
Amélie Niermeyer – Der Kirschgarten – Theater in der Josefstadt

### Beste Ausstattung
Ene-Liis Semper und Tiit Ojasoo – Meister und Margarita (Bühne, Kostüm, Video) – Akademietheater
Bettina Meyer – The Party (Bühne) – Burgtheater
Annelies Vanlaere – Der Kirschgarten (Kostüme) – Theater in der Josefstadt

### Beste Schauspielerin
Caroline Peters – Schwarzwasser – Akademietheater
Beatrice Cordua – TANZ. Eine sylphidische Träumerei in Stunts – Koproduktion Spirit mit Tanzquartier Wien
Theresa Palfi – Maria Stuart (Elizabeth) – Landestheater Linz

### Bester Schauspieler
Franz Pätzold – Die Bakchen (Dionysos) – Burgtheater
Florian Köhler – Heldenplatz (Frau Zittel) – Schauspielhaus Graz
Johannes Krisch – Einen Jux will er sich machen (Weinberl) – Theater in der Josefstadt

### Beste Nebenrolle
Alexander Absenger – Der Kirschgarten (Charlotta Iwanowna) – Theater in der Josefstadt
Sabine Haupt – Vögel (Norah) – Akademietheater
Markus Hering – The Party – Burgtheater

### Bester Nachwuchs weiblich
Bérénice Hebenstreit – Urfaust/FaustIn and out (Regie) – Volkstheater Wien
Isabella Knöll – Schwere Knochen (verschiedene Rollen) – Volkstheater Wien
Anja Rüegg – Jugend ohne Gott (verschiedene Rollen) – Theater der Jugend

### Bester Nachwuchs männlich
Mathias Spaan – Die Nibelungen (Regie) – Landestheater Niederösterreich zu Gast in der Bühne im Hof
Alireza Daryanavard – Blutiger Sommer (Autor und Regie) – Theaterkollektiv Hybrid in Kooperation mit WERK X-Petersplatz
Nils Hohenhövel – Peer Gynt (Peer Gynt) – Volkstheater Wien

### Beste Off-Produktion
Dunkel lockende Welt – Inszenierung Nurkan Erpulat – WERK X
Das große Heft – Inszenierung Sara Ostertag – Koproduktion makemake produktionen und Kosmos Theater
Habitat / Halle E – Konzept und Choreografie Doris Uhlich – Koproduktion Tanzquartier Wien und Theaterverein insert
Im Herzen der Gewalt – Inszenierung Tomas Schweigen – Schauspielhaus Wien
Königin der Berge – Inszenierung Margit Mezgolich – Theater IG FOKUS

### Bestes Stück – Autorenpreis
Schwarzwasser – Elfriede Jelinek – Akademietheater

### Corona-Spezialpreis
Der Kreisky-Test Online-Produktion von Nesterval, Inszenierung Herr Finnland
Ausgang: Offen – Koproduktion von DARUM (Laura Andreß, Victoria Halper, Kai Krösche) und WUK performing arts
Wiener Stimmung, Autoren aus Österreich schreiben für das Burgtheater-Ensemble in Isolation

### Lebenswerk
Christoph Marthaler

### Publikumspreis
Michael Niavarani
Bibiana Beglau, Ruth Brauer-Kvam, Mavie Hörbiger, Maria Köstlinger, Claudia Sabitzer, Tobias Moretti, Der Nino aus Wien, Otto Schenk und Martin Wuttke

### Sonderpreis
Herbert Föttinger und Helga Rabl-Stadler